# كريستيان ميكلسن (لاعب كرة قدم)
كريستيان ميكلسن (بالنرويجية البوكمول: Christian Michelsen)‏ (14 مارس 1976 بأوسلو في النرويج - ) هو لاعب كرة قدم نرويجي في مركز الوسط. لعب مع نادي ستابك وClausenengen FK ‏ وMoss FK ‏ وKristiansund BK ‏.

## وصلات خارجية
- كريستيان ميكلسن على موقع اتحاد النرويج (النرويجية)
- كريستيان ميكلسن على موقع قاعدة بيانات كرة القدم.إي يو (الإنجليزية)